# Lynchia diluta
Lynchia diluta är en tvåvingeart som beskrevs av Maa 1969. Lynchia diluta ingår i släktet Lynchia och familjen lusflugor. Inga underarter finns listade i Catalogue of Life.